# Wałerij Duszkow
Wałerij Ołeksijowycz Duszkow, ukr. Валерій Олексійович Душков, ros. Валерий Алексеевич Душков, Walerij Aleksiejewicz Duszkow (ur. 10 kwietnia 1953 w Kospaszu, obwodzie mołotowskim, Rosyjska FSRR) – ukraiński piłkarz pochodzenia rosyjskiego, grający na pozycji napastnika, trener piłkarski.

## Kariera piłkarska

### Kariera klubowa
Rozpoczął karierę piłkarską w klubie Tawrija Symferopol. Również występował w zespołach Salut Biełgorod i Naftowyk Ochtyrka.

## Kariera trenerska
Od 1980 pracował w strukturze klubu Naftowyk Ochtyrka na różnych stanowiskach. Potem w latach 1992-1997 trzy razy z przerwami prowadził Jawir Krasnopole. Trenował również kluby Nywa Tarnopol, Temp-Adwis Chmielnicki, FK Winnica, Prykarpattia Iwano-Frankiwsk, Metałurh Zaporoże, Tahaddy Benghazi oraz Spartak Sumy. W styczniu 2006 przyjął propozycję Mychajła Fomenki pomagać w pracy trenerskiej w Tawrii Symferopol.